# Stare Polaszki (gromada)
Stare Polaszki – dawna gromada, czyli najmniejsza jednostka podziału terytorialnego Polskiej Rzeczypospolitej Ludowej w latach 1954–1972.
Gromady, z gromadzkimi radami narodowymi (GRN) jako organami władzy najniższego stopnia na wsi, funkcjonowały od reformy reorganizującej administrację wiejską przeprowadzonej jesienią 1954 do momentu ich zniesienia z dniem 1 stycznia 1973, tym samym wypierając organizację gminną w latach 1954–1972.
Gromadę Stare Polaszki z siedzibą GRN w Starych Polaszkach utworzono – jako jedną z 8759 gromad na obszarze Polski – w powiecie kościerskim w woj. gdańskim na mocy uchwały nr 18/III/54 WRN w Gdańsku z dnia 5 października 1954. W skład jednostki weszły obszary dotychczasowych gromad Nowe Polaszki, Stare Polaszki i Wilcze Błota Kościerskie oraz obszar parcel kat. o Nr Nr 1–6, 22, 23, 38, 39, 40–64, 68–71, 75–77, 78 (część) i 79 (część) (karta mapy 2 obszaru Czerniki) i obszar parceli kat. Nr 18 (karta mapy 4) z dotychczasowej gromady Pałubin – ze zniesionej gminy Stara Kiszewa w tymże powiecie. Dla gromady ustalono 12 członków gromadzkiej rady narodowej.
1 stycznia 1962 gromadę zniesiono, a jej obszar włączono do gromad: Stary Bukowiec (miejscowości Warszawa, Kozia Obora i Nowe Polaszki) i Stara Kiszewa (miejscowości Wilczebłota Kościerskie i Stare Polaszki) w tymże powiecie.